# Arthur Van Gehuchten
Arthur van (ou Van) Gehuchten (Antuérpia, 20 de abril de 1861 – 9 de dezembro de 1914) foi um anatomista belga.
Foi professor da Faculdade de Medicina da Universidade Católica de Leuven até a erupção da Primeira Guerra Mundial em 1914. Foi para a Inglaterra e lecionou biologia na Universidade de Cambridge até morrer. Van Gehuchten é particularmente conhecido por suas contribuições à teoria do neurônio. Em anatomia, o método científico de van Gehuchten é a fixação de um tecido histológico em uma mistura de ácido etanoico 10 partes, clorofórmio 30 partes e álcool 60 partes.

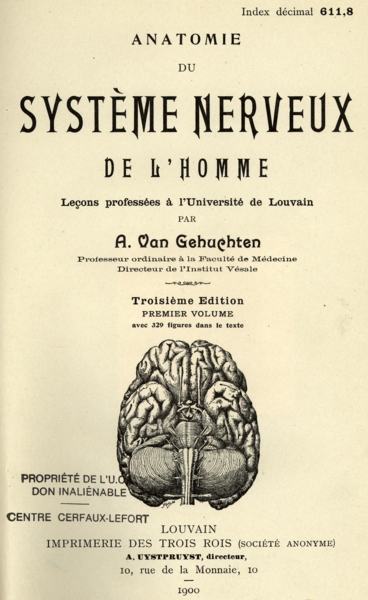
Capa do livro Anatomie du Système Nerveux de l'homme (1900)

## Obras
- L'Anatomie du système nerveux de l'homme[1] (1893)
- Contribution à l'étude du faisceau pyramidal (1896)
- Structure du télencéphale: centres de projection et centres d'association. Polleunis & Ceuterick, 1897
- Cours d'anatomie humain systématique (I-III, 1906–09)
- Les centres nerveaux cérébro-spinaux (1908)
- Het zenuwgestel. Nederl. Boekh, 1908
- La radicotomie postérieure dans les affections nerveuses spasmodiques (1911)
- Coup de couteau dans la moelle lombaire. Essai de physiologie pathologique. Le Névraxe 9, ss. 208–232 (1907)
- Le mouvement pendulaire ou réflexe pendulaire de la jambe. Contribution à l’étude des réflexes tendineux. Le Névraxe 10, ss. 263–266 (1908)
- Over myopatische ziekten. Voordracht met kinematographische lichtbeelden. Handelingen van het XIVe Vlaams Natuur-en Geneeskundig Congres 1–8 (1910)
- La radicotomie postérieure dans les affections nerveuses spasmodiques (modification de l’opération de Foerster). Bulletin de l’Académie royale de Médecine de Belgique ss. 1–43 (1910)
- Het doorsnijden der achterste ruggemergwortels als behandeling van zekere vormen van spastische paraplegie, (met kinematographische lichbeelden). Handelingen van het XVIe Vlaamsch Natuur- en Geneeskundig Congres 422–43 (1913)